# Kiến Thủy, Hồng Hà
Kiến Thủy (chữ Hán giản thể: 建水县) là một huyện thuộc châu tự trị dân tộc Cáp Nê, Di Hồng Hà, tỉnh Vân Nam, Cộng hòa Nhân dân Trung Hoa. Kiến Thủy nằm bên bờ sông Hồng, phía nam cao nguyên Điền Đông. Huyện này có diện tích 3940 km², dân số năm 2002 là 490.000 người. Mã số bưu chính 654300, mã vùng điện thoại 0873.

## Phân chia hành chính
Huyện Kiến Thủy chia thành 8 trấn, 6 hương.
- Trấn:
  - Lâm An（临安镇）
  - Khúc Giang（曲江镇）
  - Nam Trang（南庄镇）
  - Tây Trang（西庄镇）
  - Quan Thính（官厅镇）
  - Diện Điền（面甸镇）
  - Thanh Long（青龙镇）
  - Xóa Khoa（岔科镇）
- Hương:
  - Phổ Hùng（普雄乡）
  - Pha Đầu（坡头乡）
  - Bàn Giang（盘江乡）
  - Lợi Dân（利民乡）
  - Điền Vĩ（甸尾乡）
  - Lý Hạo Trại（李浩寨乡）

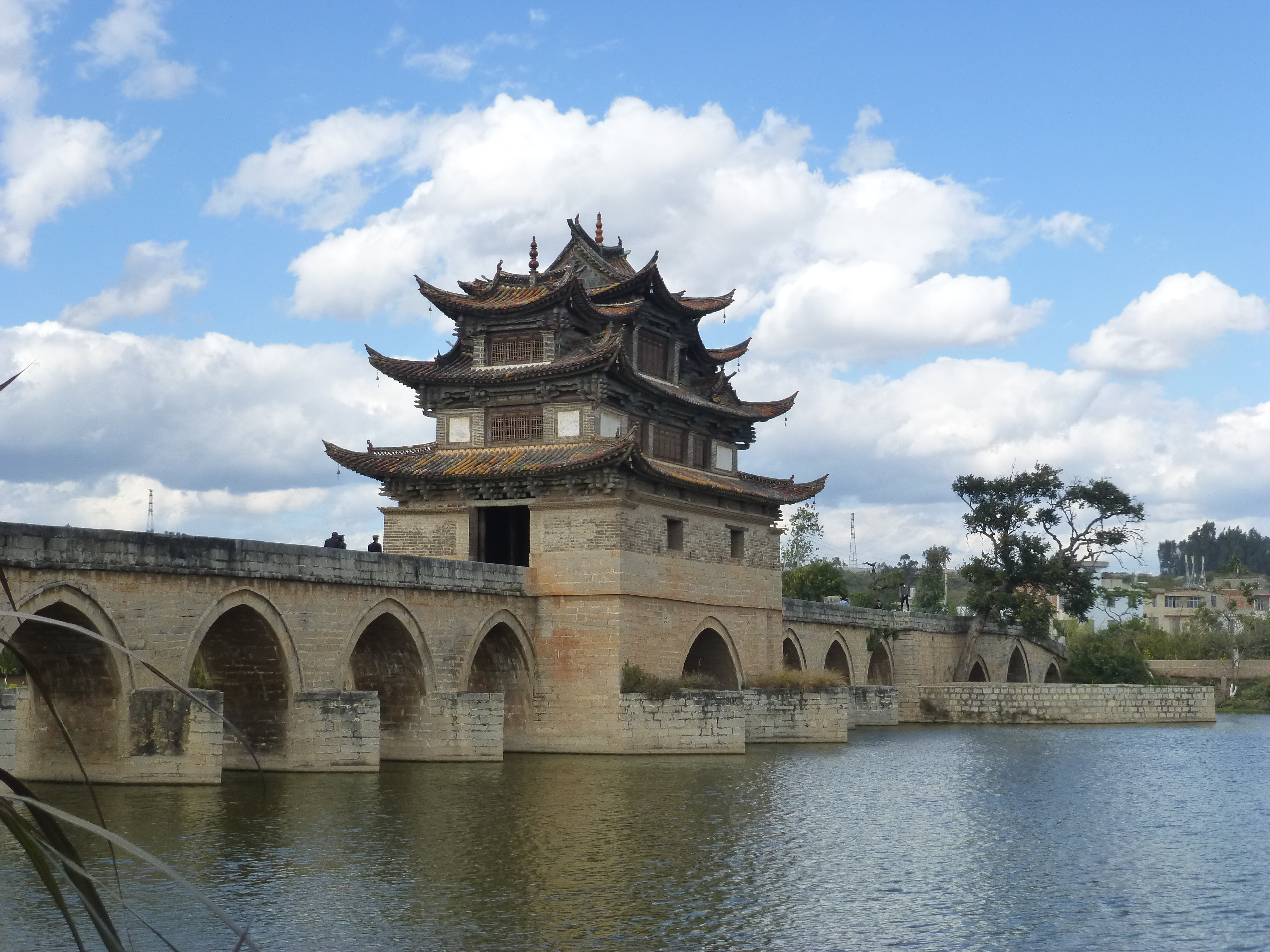
Cầu đá Song long kiều (Shi Qi Kong Qiao)
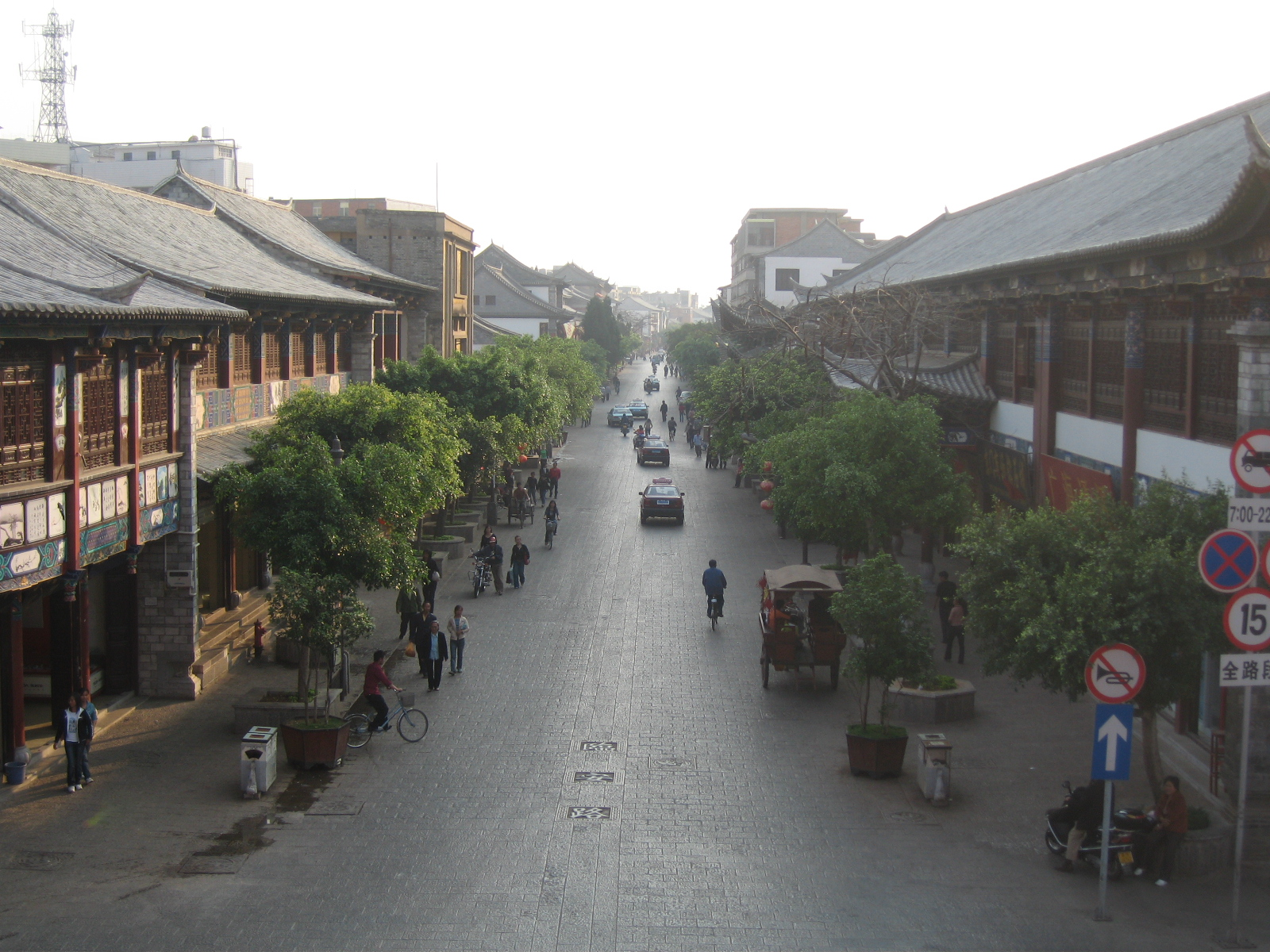

## Lịch sử
Thời nhà Đường, đây là Trúc thành (Huệ Lịch thành) của Nam Chiếu. Sau Vương quốc Đại Lý lập quận Kiến Thủy. Thời nhà Minh lập châu Kiến Thủy, thuộc phủ Lâm An. Nhà Thanh chuyển châu thành huyện. Thời cổ đại thành Kiến Thủy là một trong những thành trì quan trọng ở phía nam Vân Nam. Năm 1994, thành cổ này được chính quyền Cộng hòa Nhân dân Trung Hoa xếp là thành cổ văn hóa-lịch sử cấp quốc gia.

## Dân cư
Người Hán chiếm khoảng hai phần ba. Số còn lại chủ yếu là người Di.

## Văn hóa, giáo dục
Từ thời nhà Nguyên trở đi, việc học hành thi cử ở đây được hưng thịnh. Kiến Thủy cùng Côn Minh và Đại Lý là 3 đô thị có lập văn miếu tại Vân Nam. Văn miếu Kiến Thủy về quy mô chỉ thua văn miếu tại Khúc Phụ, quê hương của Khổng Tử. Hiện nay văn miếu Kiến Thủy được chính quyền Cộng hòa Nhân dân Trung Hoa xếp là khu di tích văn hóa-lịch sử cấp quốc gia.